# پرز هیلتون

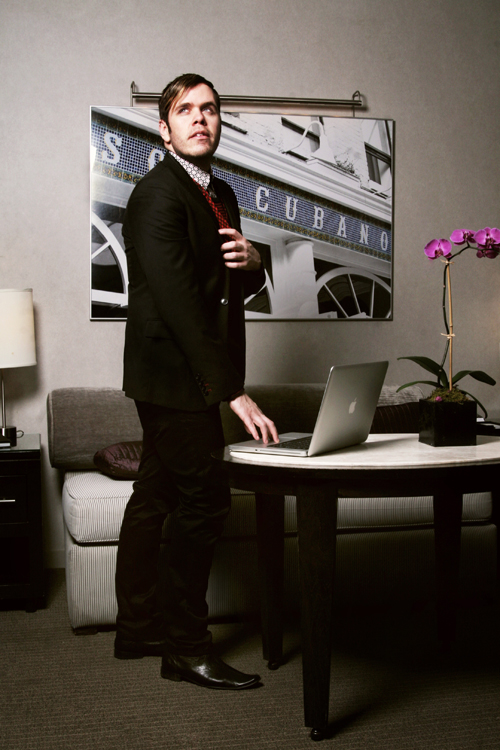

ماریو آرماندو لاواندیرا (به انگلیسی: Mario Armando Lavandeira, Jr.) (متولد ۲۳ مارس ۱۹۷۸) شناخته شده با نام پرز هیلتون (به انگلیسی: Perez Hilton) یک بلاگ‌نویس امریکایی و یک شخصیت معروف در تلویزیون است. وبلاگ او با نام Perezhilton.com یکی از سایت‌های شناخته شده‌است که مطالبی پیرامون شایعات در مورد هنرمندان و بازیگران و افراد معروف را انتشار می‌دهد. این وب سایت همچنین به خاطر انتشار عکس‌های زرد نیز معروف می‌باشد که خود پرز مطالبی را به آن‌ها اضافه می‌کند. وب سایت او نقدهای منفی‌ای را پیرامون سیاست این سایت مبنی بر پخش شایعات در مورد اشخاص معروف در بر داشته‌است.